# Psylliodes ozisiki
Psylliodes ozisiki es una especie de insecto coleóptero de la familia Chrysomelidae.
Fue descrita científicamente en 1995 por Leonardi & Arnold.